# 房景伯
房景伯（ぼう けいはく、478年 - 527年）は、中国の北魏の官僚。字は長暉、または良暉。本貫は清河郡繹幕県。

## 経歴
桑乾県に生まれ、若くして父を失い、孝行で知られた。家は貧しく、書記傭いで働き、母を養った。尚書の盧淵が景伯のことを李沖に称賛し、李沖はこのとき典選であったことから、景伯を抜擢して奉朝請とした。景伯は司空祭酒・給事中・尚書儀曹郎を歴任し、斉州輔国長史として出向した。ときに斉州刺史が死去したことから、州の事務を代行した。その統治は寛容簡便で、民衆はこれに安堵した。
後に清河郡太守の杜昶が他所で反乱を起こしたことから、景伯は清河郡太守に任じられた。郡民の劉簡虎はかつて景伯に対して礼を失したことがあり、景伯が太守として清河郡に来ると聞いて、家ごと逃亡した。景伯は属県を督促して劉簡虎を捕え、すぐさまその子を西曹掾に取り立てて、山賊の説得を命じた。もともと太守や県令は6年を限りとして、任期を満了すれば交代させるのが旧例であったが、清河郡の民の韓霊和ら300人あまりが上表して景伯の留任を訴え、さらに2年の任期が加えられた。
後に景伯は太尉中郎・司徒諮議参軍・輔国将軍・司空長史を歴任した。母の病のために官を去った。母が死去すると、景伯は喪に服して、塩菜を食わず、このため水病を患って、長年快癒しなかった。孝昌3年（527年）、家で死去した。享年は50。左将軍・斉州刺史の位を追贈された。

## 家族
- 高祖父：房諶（地を避けて黄河を渡り、斉州東清河郡繹幕県に移住した）[1]
- 祖父：房元慶（南朝宋に仕えて、7郡の太守を歴任した。後に沈文秀の下で青州建威府司馬をつとめた。沈文秀が宋の明帝に叛いて劉子勛に帰順すると、元慶は同調せず、沈文秀に殺害された）[1][2]
- 父：房愛親（郷里の部衆を率いて沈文秀を攻撃した。明帝に功を賞賛されて、龍驤将軍を初任とした。北魏が山東を平定すると、愛親は北方に移されて、平斉郡の民となった。父が非命に斃れたことから、終身白い喪服のままであった）[7][2]
- 次弟：房景先（字は光冑）[8][9]
- 三弟：房景遠（字は叔遐）[10][11]
- 子：房文烈（東魏の武定末年に尚書三公郎中）[12][6]

## 伝記資料
- 『魏書』巻43 列伝第31
- 『北史』巻39 列伝第27